# اسکار اگ
اسکار اگ (انگلیسی: Oscar Egg; ۲ مارس ۱۸۹۰ – ۹ فوریهٔ ۱۹۶۱) دوچرخه‌سوار اهل سوئیس بود.